# 5861 Ґлінджонс
5861 Ґлінджонс (5861 Glynjones) — астероїд головного поясу, відкритий 15 вересня 1982 року.
Тіссеранів параметр щодо Юпітера — 3,623.